# Ophiocaryon maguirei
Ophiocaryon maguirei är en tvåhjärtbladig växtart som beskrevs av Rupert Charles Barneby. Ophiocaryon maguirei ingår i släktet Ophiocaryon och familjen Sabiaceae. Inga underarter finns listade.